# Gestionnaire d'infrastructure ferroviaire
 (septembre 2013).
Si vous disposez d'ouvrages ou d'articles de référence ou si vous connaissez des sites web de qualité traitant du thème abordé ici, merci de compléter l'article en donnant les références utiles à sa vérifiabilité et en les liant à la section « Notes et références ».
En Europe, un gestionnaire d'infrastructure ferroviaire, défini par des directives européennes, est une entreprise, souvent publique, voire une administration de l'État, indépendante de celles chargées d'exploiter les services de transport ferroviaire. Elle est chargée de gérer un réseau ferroviaire, dont elle est généralement propriétaire, en assurant :
- l'entretien et la maintenance des lignes et des gares ou installations terminales nécessaires à l'exploitation des services, y compris l'alimentation électrique, l'approvisionnement en carburant et les systèmes de télécommunications ;
- la construction de nouvelles installations ;
- la gestion des circulations ferroviaires (les trains) de manière à garantir la sécurité et la régularité de l'exploitation assurée par des entreprises ferroviaires.

Le gestionnaire de l'infrastructure ferroviaire peut également répartir les sillons en fonction des demandes formulées par les entreprises ferroviaires présentes sur le réseau, sous le contrôle d'un régulateur. Il est chargé de recouvrer auprès des entreprises ferroviaires les redevances d'accès au réseau, qui constituent, en principe, une part essentielle de ses recettes.
La mise en place de gestionnaires des infrastructures ferroviaires dans les pays de l'Union européenne a pour objectif de permettre l'introduction de la concurrence entre les différents exploitants (c'est-à-dire les entreprises ferroviaires, en assurant une égalité de traitement entre ces derniers.
Pour le tunnel sous la Manche, la société Getlink joue à la fois le rôle de gestionnaire de l'infrastructure vis-à-vis des entreprises ferroviaires dont les trains empruntent le tunnel (Eurostar, EWS...) et d'entreprise ferroviaire, en tant qu'exploitant du service de navettes le Shuttle pour le transport des automobiles et camions.

## France
Le gestionnaire du réseau ferré national français est SNCF Réseau, une filiale de la Société nationale des chemins de fer français (SNCF). SNCF Réseau réalise en propre l'essentiel de ses travaux d'investissements, de maintenance, et ses études d'ingénierie. Elle sous-traite une partie de ses missions sous son pilotage direct.
La Régie autonome des transports parisiens (RATP), à travers sa filiale RATP Infrastructures, est aussi gestionnaire de l'infrastructure et entreprise ferroviaire, en tant qu'exploitant du service de RER sur les tronçons centraux et certaines branches des lignes A et B. Elle sera également le gestionnaire d'infrastructure des nouvelles lignes 15, 16, 17 et 18 du réseau de transport public du Grand Paris, soit le Grand Paris Express, conformément à la loi n° 2010-597 du 3 juin 2010 relative au Grand Paris,.
TP Ferro était le gestionnaire d'infrastructure de la ligne à grande vitesse de Perpignan à Figueras, jusqu'à sa liquidation en 2016.
Eurotunnel est le gestionnaire d'infrastructure du tunnel sous la Manche.
LISEA est le gestionnaire d'infrastructure de la LGV Sud Europe Atlantique entre Tours et Bordeaux.

## Belgique
En Belgique, le réseau ferré est géré par la société anonyme de droit public Infrabel.

## Luxembourg
Le réseau ferré national appartient à l'État luxembourgeois et est géré par la Société nationale des chemins de fer luxembourgeois (CFL).

## Norvège
En Norvège, la société Jernbaneverket contrôlée par l'État est le gestionnaire de l'infrastructure ferroviaire depuis le 1er décembre 1996.

## Pays-Bas
Aux Pays-Bas, depuis le 1er janvier 2005 la société ProRail est responsable de la gestion de l'infrastructure ferroviaire nationale néerlandaise, tâches qui comprennent l'installation et l'entretien des lignes du réseau et la gestion de la circulation.

## République tchèque
En République tchèque, le Správa železniční dopravní cesty (SŽDC) est l'organisme public propriétaire et gestionnaire de l'infrastructure ferroviaire depuis le 1er janvier 2003.

## Allemagne
En Allemagne, le gestionnaire d'infrastructure ferroviaire est DB Netz, filiale de la Deutsche Bahn.